# 425 v. Chr.
Portal Geschichte | Portal Biografien | Aktuelle Ereignisse | Jahreskalender | Tagesartikel

◄ |
6. Jahrhundert v. Chr. |
5. Jahrhundert v. Chr. |
4. Jahrhundert v. Chr. |
►

◄ | 440er v. Chr. | 430er v. Chr. | 420er v. Chr. | 410er v. Chr. |
400er v. Chr. |
►

◄◄ | ◄ | 428 v. Chr. | 427 v. Chr. | 426 v. Chr. | 425 v. Chr. |
424 v. Chr. |
423 v. Chr. |
422 v. Chr. |
► |
►►

## Ereignisse

### Politik und Weltgeschehen

#### Peloponnesischer Krieg in Griechenland
- Mai: Sparta fällt erneut für 15 Tage in Attika ein, die Truppen werden aber aufgrund der Belagerung von Pylos durch Athen wieder zurückgerufen.
- Mai bis Juni: Demosthenes besetzt den Hafen von Pylos an der Südwestküste des Peloponnes, der strategisch nahe an Sparta liegt. Die athenische Flotte war ursprünglich nach Kerkyra aufgebrochen, musste aber wegen eines Sturms bei Pylos notlanden. Es werden vor Weiterfahrt der athenischen Flotte Befestigungen in Pylos errichtet und Demosthenes bleibt mit fünf Trieren und drei Trieren aus Naupaktos zurück. Er wird von der spartanischen Flotte angegriffen, welche nach Messenien unterwegs war, um den dort ausgebrochenen Unruhen zu begegnen. Demosthenes kann aber dennoch in der Schlacht von Pylos siegreich bleiben. Die Spartaner weichen daraufhin nach der den Hafen kontrollierenden Insel Sphakteria aus.
- August: Die von Demosthenes zurückgerufene athenische Flotte kehrt aus Kerkyra zurück, schließt die spartanische Flotte in der Bucht von Navarino ein und die Spartaner auf Sphakteria werden belagert. Ein Waffenstillstand soll ausgehandelt werden, verbunden mit der Auflage, dass die Spartaner ihre aus 60 Schiffen bestehende Flotte an Athen ausliefern. Kleon bringt jedoch die Verhandlungen zum Scheitern. Die Spartaner unterliegen daraufhin den von Kleon und Demosthenes geführten Truppen Athens in der Schlacht von Sphakteria. Es werden 120 Spartiaten in Geiselhaft genommen, die bei einem erneuten Einfall der Spartaner in Attika hingerichtet werden sollen.
- Nach seinem Sieg bei Sphakteria schwingt sich Kleon zur führenden Persönlichkeit in Athen auf (425–422 v. Chr.).
- Laut Thukydides metzeln die demoralisierten Spartaner nach der Niederlage von Sphakteria 2000 Heloten nieder – ein Anzeichen für die um sich greifende Angst unter der sich laufend reduzierenden Oberschicht Spartas.
- Anfang September: Expedition des Nikias gegen Korinth, Epidauros und Troizen. In der Nähe von Korinth kommt es nach Landung der athenischen Flotte zur Schlacht bei Solygeia, in der die Athener über Korinth siegreich bleiben, jedoch vor der anrückenden Verstärkung der Korinther ihre Truppen wieder auf die Schiffe zurückbeordern. Anschließend plündern die Athener, ihrer Strategie der Nadelstiche treu bleibend, die Umgebung von Krommyon, Epidauros und Troizen.
- September: Erlass des Thoudippos, der von den Konföderierten des Attischen Seebundes verdoppelte Tributszahlungen abverlangt.

#### Westlicher Mittelmeerraum
- 19. November: in Rom treten Lucius Quinctius Cincinnatus, Lucius Furius Medullinus, Aulus Sempronius Atratinus und Lucius Horatius Barbatus ihr Amt als Militärtribun mit konsularischer Gewalt an.

- Um 425 v. Chr.: Die Samniten erobern das unter der Herrschaft der  Osker stehende Pompeji.
- Um 425 v. Chr.: Der erste Versuch einer römischen Stadtgründung auf Korsika scheitert.

#### Achämenidenreich
- Auf den verstorbenen Artaxerxes I. folgt sein Sohn Xerxes II. als Herrscher des Achämenidenreichs.

#### China
- Im China der Streitenden Reiche wird König Weilie neuer König der Zhou-Dynastie.

### Kultur

#### Architektur
- Auf der Akropolis beginnt Kallikrates mit den Bauarbeiten am Niketempel (ungefähres Datum).

#### Bildende Kunst
- In Griechenland wird der so genannte Reiche Stil initiiert.